# Rebeca (prenda)

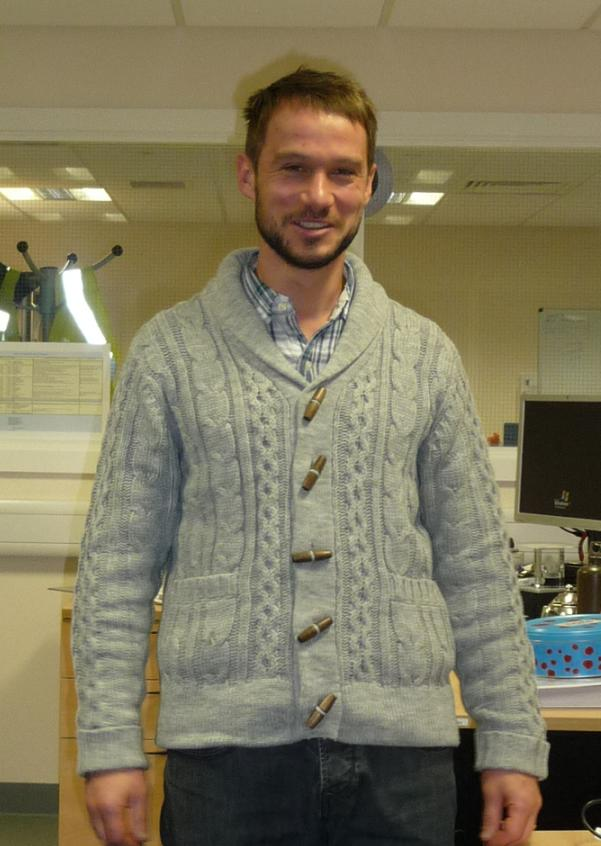
Un hombre con cárdigan

Una rebeca o cárdigan es una chaqueta de punto abierta por delante, que se puede cerrar con botones o cremallera. En el español mexicano, un cárdigan es un suéter abierto por delante, con botones.

## Historia

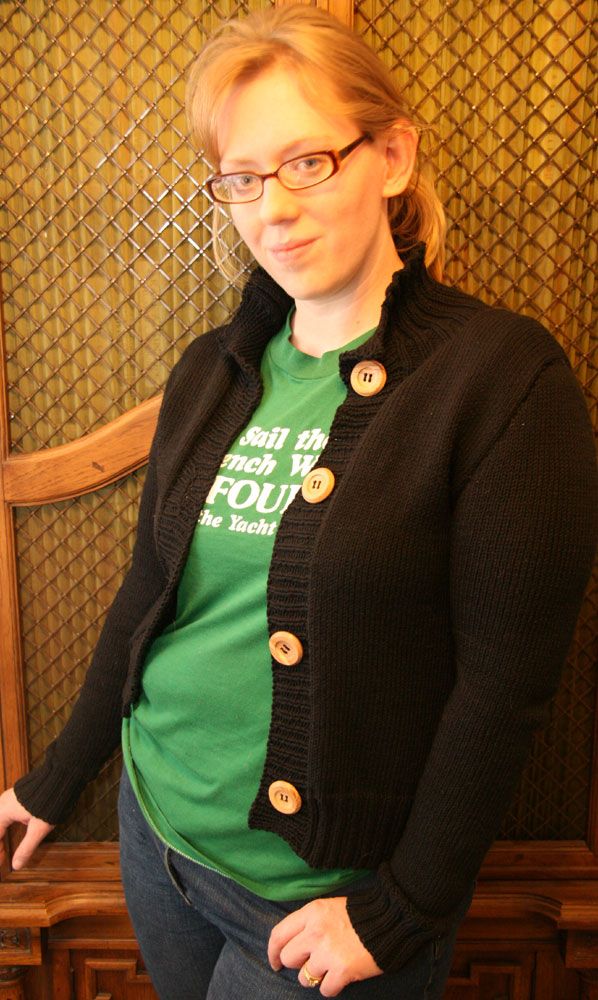
Una mujer con cárdigan

La primera denominación proviene del título de la película homónima de Alfred Hitchcock, ya que esta prenda era utilizada por su protagonista (Joan Fontaine). La segunda denominación proviene de Lord Cardigan que durante la guerra de Crimea hizo uso de esta prenda.
Una rebeca, chaqueta de punto o cárdigan puede estar confeccionada con tejidos realizados con fibras de diversos materiales, tanto naturales: algodón, lana, seda..., como artificiales: «Lanital» y «Fibrolana» o sintéticas: poliéster, fibra acrílica, microfibra o nanofibra.
Las rebecas se diseñan para todo tipo de usuarios: hombres, mujeres, niños, bebés... Se consideran prendas «de sport» y son más informales que las chaquetas convencionales.
Las chaquetas de punto ya aparecen para acompañar la vestimenta de los jugadores de tenis, de ambos sexos, en la década de 1910. Como otros géneros de punto están al servicio de la moda y su popularidad varía a lo largo del tiempo.